# Resolució 87 del Consell de Seguretat de les Nacions Unides
La Resolució 87 del Consell de Seguretat de les Nacions Unides, aprovada el 29 de setembre de 1950, considerant que el seu deure és investigar qualsevol situació que pugui comportar a fricció internacional, el Consell va decidir que respondria a les declaracions de la República Popular de la Xina sobre una invasió armada a l'illa de Taiwan després que el 15 d'octubre del mateix any representants de tant la República Popular Xina com Taiwan estiguessin presents.
La resolució va ser aprovada per 7 vots, amb 3 vots en contra de la República de la Xina (Taiwan), Cuba i els Estats Units i una abstenció d'Egipte.